# Mutō Akira

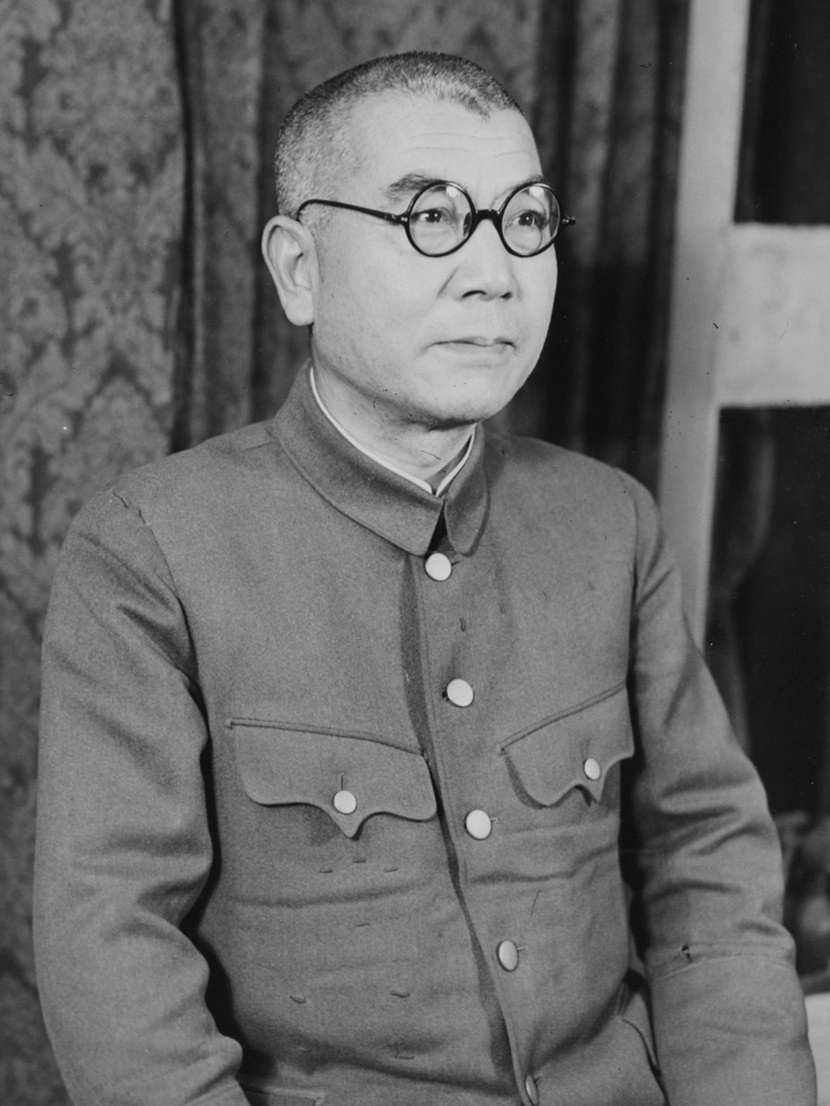
Mutō Akira (1947)

Mutō Akira (jap. 武藤 章; * 15. Dezember 1892 in Hakusui, heute ein Stadtteil von Minamiaso, Präfektur Kumamoto, Japanisches Kaiserreich; † 23. Dezember 1948 in Tokio) war ein Generalleutnant der Kaiserlich Japanischen Armee vor und während des Pazifikkriegs. Er wurde nach dem Krieg als Kriegsverbrecher verurteilt und hingerichtet.

## Leben
Der 1892 in Hakusui in der Präfektur Kumamoto geborene Mutō schloss im Dezember 1913 den 25. Jahrgang der Heeresoffizierschule in Tokio im Rang eines Leutnants der Infanterie ab. Nach einem Abschluss an der Heereshochschule im Jahr 1920 folgte im August 1922 die Beförderung zum Hauptmann. Von 1923 bis 1926 diente er an der japanischen Botschaft in Berlin als Militärattaché. Nach seiner Rückkehr nach Japan diente er auf verschiedenen Posten im Heeresgeneralstab, bevor er ab März 1934, im Rang eines Oberstleutnants, für zwölf Monate das Kommando über das 1. Regiment übernahm. Dieser Posten galt als besonders prestigeträchtig, da das 1. Regiment ein Teil der Kaiserlichen Garde war. Von März bis August 1935 diente er im Büro für Militärangelegenheiten des Heeresministeriums, bevor er bis Juni 1936 auf einer nicht näher bekannten Position im Heeresministerium eingesetzt wurde.
Anschließend diente Mutō bis März 1937 als Chef der Heeresgeheimdienstabteilung der Kwantung-Armee im japanischen Marionettenstaat Mandschukuo. Dort erfolgte im August 1936 seine Beförderung zum Oberst. Von März bis Oktober 1937 leitete er die Abteilung für Manöver im Heeresgeneralstab, bevor er im Anschluss erneut auf das asiatische Festland versetzt wurde. Dort diente er bis Februar 1938 im inzwischen ausgebrochenen Zweiten Japanisch-Chinesischen Krieg als stellvertretender Stabschef der Regionalarmee Zentralchina. Nach dem Krieg wurde ihm vorgeworfen, mit Truppen dieser Armee an einigen besonders grausamen Exzessen während des Massakers von Nanking beteiligt gewesen zu sein. Als die Regionalarmee in die Zentralchina-Expeditionsarmee transformiert wurde, übte er dort bis zum Juli 1938 dieselbe Funktion aus. Im Anschluss war er bis zum September 1939 stellvertretender Stabschef bei der Regionalarmee Nordchina, wo er im März 1939 zum Generalmajor befördert wurde. Zwischen September 1939 und April 1942 diente er relativ lange als Leiter des Büros für Militärangelegenheiten im Heeresministerium. Dort wurde er im Oktober 1941, relativ kurz nach seiner letzten Beförderung, in den Rang eines Generalleutnants erhoben.
Im April 1942 übernahm Mutō in Singapur als Kommandierender General den Befehl über die Einheiten der Kaiserlichen Garde, die mit anderen Einheiten der 25. Armee zuvor die Malaiische Halbinsel und Teile Niederländisch Ostindiens erobert hatten. Als die Kaiserliche Garde im Juni 1943 in mehrere Divisionen geteilt wurde, wurde Mutō Kommandierender General von deren 2. Division, die weiterhin der 25. Armee unterstand. Im Oktober 1944 wechselte er auf den Posten des Stabschefs der 14. Regionalarmee auf den Philippinen. Dort sollte er gemeinsam mit dem Oberbefehlshaber Yamashita Tomoyuki die befürchtete alliierte Invasion der Philippinen abwehren. Bei seiner Ankunft auf der Hauptinsel Luzon kam er beinahe ums Leben, als sein Flugzeug nach einem Angriff amerikanischer Jagdflieger notlanden musste. Während der Schlacht um Luzon diente er im Hauptquartier von General Yamashita, welches sich anfangs in Baguio City lag und später in den Norden der Insel verlegt wurde. Er begleitete Yamashita ab dem 14. August 1945 zu den Verhandlungen in das amerikanische Hauptquartier in Baguio City, welche aufgrund eines Erlasses des Tennō Hirohito infolge der Atombombenabwürfe auf Hiroshima und Nagasaki am 15. August zuerst in einen Waffenstillstand mündeten. Am 2. September begleitete er Yamashita bei der parallel zur Kapitulation Japans stattfindenden Kapitulation aller verbliebenen japanischen Truppen auf Luzon. Von diesen zu Beginn der Schlacht 250.000 Soldaten unter seinem Kommando hatten nur etwa 50.000 die Kampfhandlungen überlebt.
Obwohl Mutō direkt nach der Kapitulation im Bilibid-Gefängnis auf den Philippinen interniert wurde, wurde er erst im Mai 1946 offiziell demobilisiert. Zu diesem Zeitpunkt war General Yamashita bereits als Kriegsverbrecher unter anderem für von unter ihrem gemeinsamen Befehl stehenden Truppen verübten Massakern an Zivilisten und Kriegsgefangenen verurteilt und hingerichtet worden. Bereits vor seiner Demobilisierung war Mutō nach Japan überführt worden, wo er ab dem 26. April 1946 als Klasse A Kriegsverbrecher in den Tokioter Prozessen angeklagt wurde. Neben der Verantwortung für Gräueltaten auf Luzon wurde er auch für Kriegsverbrechen angeklagt, die während seiner Zeit in China und Südostasien von Truppen unter seinem Kommando verübt worden waren. Diese umfassten unter anderem Folter, Massenmord und das Verhungernlassen von Gefangenen. Am 12. November 1948 wurde er für schuldig befunden und vom Gericht zum Tode durch den Strang verurteilt. Am 23. Dezember 1948 wurde das Urteil im Sugamo-Gefängnis in Tokio vollstreckt.